# Moro, Oregon
Moro là một thành phố trong Quận Sherman, Oregon, Hoa Kỳ. Dân số theo điều tra dân số năm 2000 là 337. Nó là quận lỵ của Quận Sherman6 (quận lỵ nhỏ nhất tại Oregon).

## Địa lý
Moro nằm ở vị trí 45°29′6″B 120°43′56″T / 45,485°B 120,73222°TĐã đưa tham số không hợp lệ vào hàm {{#coordinates:}} (45.484883, -120.732186).1
Theo Cục điều tra dân số Hoa Kỳ, thành phố có tổng diện tích là 0,5 dặm vuông Anh (1,2 km²), tất cả là đất.